# Ngựa Orlov
Ngựa nước kiệu Orlov (còn được gọi là ngựa Orlov, tiếng Nga: Oрловский рысак) là một giống ngựa với một kiểu đi nước kiệu nhanh di truyền, ghi nhận cho tốc độ vượt trội và sức chịu đựng của nó. Nó là một trong những con ngựa ở Nga nổi tiếng nhất. Giống này đã được phát triển ở Nga vào cuối thế kỷ XVIII bởi Quận công Alexei Orlov tại trang trại ngựa giống Khrenovskoy của ông gần thị trấn Bobrov (Voronezh Guberniya). Ngựa Orlov nổi lên như là kết quả của việc lai với các loại ngựa khác nhau của châu Âu (chủ yếu là giống đến từ Anh, Hà Lan, Mecklenburg, và giống Đan Mạch) với giống ngựa Ả Rập.
Trong thế kỷ XIX, ngựa Orlov đã được sử dụng chủ yếu để cưỡi và khai thác đua bởi giới quý tộc Nga. Chúng được đánh giá cao về vẻ đẹp và sự thanh lịch kết hợp với khả năng làm việc chăm chỉ. Chúng cũng được sử dụng để cải thiện thể vóc những con ngựa khác của Nga. Khi cuộc đua khai thác trở nên phổ biến vào cuối thế kỷ này, ngựa Orlov phải đối mặt với sự cạnh tranh gay gắt từ các con ngựa giống tiêu chuẩn (Standardbreds) do Mỹ phát triển, những con ngựa thường được công nhận là kém tinh tế hơn nhưng nhanh hơn so với các tay đua cưỡi ngựa Orlov. Cuối cùng ngựa giống được lai với ngựa Orlov và một giống mới, ngựa nước kiệu của Nga, xuất hiện. Khả năng tuyệt chủng hoàn toàn của ngựa Orlov là một mối quan tâm trong thế kỷ XX vì lai giống và nhà nước Liên Xô không quan tâm đến việc nuôi ngựa. Tuy nhiên, giống ngựa này sống sót, và ngày nay mười lăm trại nuôi bò ở Nga và Ukraine đã nuôi những con Orlov Trotters thuần chủng.